# Eriprando Visconti
Eriprando Visconti di Modrone, Comte de Vico Modrone (Milà, 24 de setembre de 1932 - Mortara, 25 de maig de 1995) fou un director de cinema, guionista i productor italià. Va ser nebot del més famós Luchino Visconti.

## Biografia
Fill d'Edoardo Visconti (Milà, 28 de setembre de 1908 – 4 d'octubre de 1980), (un dels fills de Giuseppe Visconti ii Carla Erba i d'un germà de Luchino) i de Nicoletta Arrivabene Valenti Gonzaga (San Polo, Brescia, 1 de novembre 1906 – Rivalta sul Mincio, Mantova, 16 de setembre de 1986), que alhora era neboda de Luchino. El 16 de desembre de 1952, de la unió amb l'actriu de teatre i de televisió Fulvia Mammi, va néixer el primogènit Guido, que s'ocuparà de la música. Eriprando, casat anys després amb Francesca Patrizia Ruspoli, representant d'una gran família aristocràtica romana (nascuda el 17 de juliol de 1940), van tenir dos fills, Edoardo jr. (nascut el 25 de març de 1970) i Ortensia (nascuda el 5 de juny de 1972).
A principis dels anys cinquanta es va traslladar a Roma, contra els desitjos de la seva família, per dur a terme el seu somni per entrar a la indústria del cinema. El 1953 va col·laborar com ajudant d'editor amb el seu oncle a Siamo donne i va fer d'actor a Terza liceo de Luciano Emmer (1954). El 1955 va col·laborar en el guió de Gli sbandati de Francesco Maselli, i en la segona meitat de la dècada de 1950 va començar a treballar com a ajudant de direcció, destacant la col·laboració. amb Michelangelo Antonioni i el seu oncle Luchino Visconti. El 1959 va col·laborar amb Luigi Malerba en el llibret de l'òpera Hatikwa de Franco Mannino, i en el mateix període va començar a treballar al teatre com a ajudant de direcció.
Visconti va debutar com a director el 1962 amb Una storia milanese, que va guanyar el premi de la ciutat d'Imola a la 23a Mostra Internacional de Cinema de Venècia. El 1969 va assolir un nou èxit comercial amb La monaca di Monza i polèmica amb Il caso Pisciotta. Ha treballat amb actors com Flavio Bucci, Eleonora Giorgi, Marina Berti, Claude Jade, Marc Porel, Duilio Del Prete e Stefano Satta Flores. Després de dirigir Malamore el 1982 es va veure obligat a retirar-se del cinema per motius de salut. Va morir als 62 anys d'un emfisema pulmonar.
A la Cineteca Nazionale de Milà s'hi guarden les còpies de 35 mm de totes les seves pel·lícules, així com guions i material fotogràfic relacionat amb la seva carrera.

## Filmografia

### Pel·lícules
- Una storia milanese (1962)
- La monaca di Monza (1969)
- Michele Strogoff, corriere dello zar (1970)
- Il vero e il falso (1972)
- El cas Pisciotta (1972)
- La orca (1976)
- Oedipus orca (1977)
- Una spirale di nebbia (1977)
- Malamore (1982)

### Documentals
- Una provincia italiana (1966)
- La rivolta dei teenagers (1967)

### Telefilms
- Maternità (1967)
- L'ospite segreto (1967)
- Il bracconiere (1970)

### Col·laboracions
- Anna Magnani, episodi de Siamo donne, dirigit per Luchino Visconti (1953, assistent del director)
- Terza liceo, de Luciano Emmer (1954, actor)
- Gli sbandati, de Citto Maselli (1955, guionista, editor i ajudant de director)
- Il brigante, de Renato Castellani (1961, ajudant de director)
- Caro Michele, de Mario Monicelli (1976, actor)